# Waterloo, New York
Waterloo är en av två administrativa huvudorter i Seneca County i delstaten New York. Den andra huvudorten är Ovid. Enligt 2020 års folkräkning hade Waterloo 4 810 invånare.